# التهاب كبيبات الكلى التكاثري المنتشر
التهاب كبيبات الكلى التكاثري المنتشر (DPGN) هو نوع من التهاب كبيبات الكلى الذي يعد أخطر أشكال الإصابات الكلوية في مرض الذئبة الحمراء وهو أيضًا الأكثر شيوعًا، ويحدث عند 35% إلى 60% من المرضى. تُظهر معظم الكبيبات تكاثرًا بطانيًا ومسراقيًا، مما يؤثر على الكبيبة بأكملها، ويؤدي إلى تكاثر وانتشار الكثير من الخلايا في الكبيبات، بذلك سيحدث في بعض الحالات التهاب كبيبات الكلى التدريجي السريع البطاني في محفظة بومان. عندما تنتشر المعقدات المناعية بشكل واسع في الكليتين، تؤدي إلى تشكل سماكة شاملة في جدار الشعيرات الدموية تشبه «الحلقات السلكية» الصلبة في الفحص المجهري الروتيني. يكشف الفحص المجهري الإلكتروني عن معقدات مناعية تحت البطانة تبدو على شكل كثافة إلكترونية (بين البطانة والغشاء القاعدي). يمكن كشف المعقدات المناعية عن طريق ارتباطها بأجسام مضادة فلورية موجهة ضد الغلوبولين المناعي أو المتممة، وتظهر بشكل بقع حبيبية فلورية. بعد وقت معين من بدء الإصابة، تؤدي إصابة الكبيبات إلى تندب (تصلب كبيبات). يعاني معظم هؤلاء المرضى من بيلة دموية وبيلة بروتينية متوسطة إلى شديدة وارتفاع ضغط الدم وقصور كلوي.

## العلامات والأعراض
قد تحدث الأعراض بسبب التهاب كبيبات الكلى التكاثري المنتشر أو بسبب مرض مختلف ناتج عنه. تحدث العديد من الأعراض، مثل الوذمة وارتفاع ضغط الدم بسبب انخفاض معدل الترشيح الكبيبي.
قد يعاني المرضى من أعراض جهازية عامة بما في ذلك التعب والقيء والغثيان. يشير كل ذلك إلى حدوث يوريمية.
قد يعاني المرضى أيضًا من:
- نقص كمية البول
- بول دموي:

مجهري أو عياني
- بيلة بروتينية:

تظهر على شكل بول رغوي
- وذمة في القدمين:

تورم القدمين والكاحلين

### الأمراض الأخرى الناتجة عن التهاب كبيبات الكلى التكاثري المنتشر
إذا كان المريض مصابًا بالتهاب كبيبات الكلى التكاثري المنتشر بسبب اعتلال الكلية بالغلوبيولين المناعي (مرض بيرغر) قد يعاني من ألم خاصرة، وبيلة دموية جسيمة، والتهابات في الجهاز التنفسي العلوي.
إذا كان المريض مصابًا بالتهاب كبيبات الكلى التكاثري المنتشر مع أضداد جي أم بي، قد يُصاب بنزف سنخي ومشاكل في الجهاز التنفسي.
إذا كان المريض مصابًا بالتهاب كبيبات الكلى التكاثري المنتشر مع أحد أمراض المناعة الذاتية الكامنة، قد يعاني من حساسية للضوء، وطفح جلدي، وآلام في المفاصل، والتهاب المصلية، وتقرحات في الفم.

## السبب
يعتمد سبب التهاب كبيبات الكلى التكاثري المنتشر على شدة المرض، فهو مرض ثانوي، فالمرض الذي يعاني منه المريض بالأصل هو الذي يسبب التهاب كبيبات الكلى التكاثري المنتشر. أكثر الأمراض المرتبطة بالتهاب كبيبات الكلى التكاثري المنتشر شيوعًا هو الذئبة الحمامية الجهازية الشديدة، خاصة التهاب الكلية الذئبي من الدرجة الرابعة. المرض الآخر الشائع هو اعتلال الكلية بالغلوبولين المناعي أيه. قد يحدث التهاب كبيبات الكلى التالي للعدوى بعد عدوى بكتيرية أو فيروسية. يُنظر إلى التهاب الحلق أو عدوى الجلد على أنها السبب الأكثر شيوعًا إذا كان التهاب كبيبات الكلى ناتجًا عن عدوى. الأسباب الأخرى لالتهاب كبيبات الكلى التكاثري المنتشر هي التهاب الشغاف والتهاب الكبد ب وج.

## التشخيص
لجميع أنواع التهاب كبيبات الكلى نفس التظاهرات. في حال الاشتباه بالتهاب كبيبات الكلى التكاثري المنتشر يُجرى اختبار الدم والبول أولًا. اختبار البول من أجل تحديد وجود بروتين أو دم في البول، أما اختبار الدم من أجل قياس مستويات الكرياتين. يُفحص المريض أيضًا بالموجات فوق الصوتية لتحديد وجود التهاب في الكليتين وللتحقق من الانسداد.
خزعة الكلية هي أهم أداة تشخيصية، إذ تُفحص العينة تشريحيًا، وبحسب نتيجة الخزعة سنحصل على التشخيص المناسب. يوجد العديد من أشكال التهاب كبيبات الكلى، ولكن تحت المجهر، سنشاهد في التهاب كبيبات الكلى التكاثري المنتشر زيادة في عدد الخلايا متعددة الأشكال، ونخر ليفي. وسيكون أكثر من 50% من الكبيبات مصابًا. إذا كان المريض مصابًا بالتهاب كبيبات الكلى التكاثري المنتشر فهذا يعني أن لديه شكل نشط من التهاب كبيبات الكلى.